# Isla Damang
La isla Damang (en chino, 大杧岛, Da Mang Dao, literalmente "Gran Isla del Mango", variantes: Damang Dao, Damang, Taimong, Ta-mang, Ta-wang) es una isla deshabitada de la costa sur de la provincia de Cantón de la República Popular de China. Se encuentra en el estuario del río Perla, en el mar de China Meridional, 6 km al oeste de la zona económica del puerto de Zhuhai Gaolan, 4,5 km al norte de la isla Hebao y aproximadamente 100 km al oeste de Hong Kong.
Administrativamente, la isla subtropical pertenece a la ciudad-prefectura de Zhuhai, y así se puede considerar parte de la llamada Riviera china. Tiene una superficie total de 5,2 kilómetros cuadrados, y sirve como destino de ecoturismo, posee una estación de investigación para el estudio de sus ecosistemas bien conservados. Las muchas variedades de plantas raras y especies animales en su bosque húmedo tropical, incluyen 600 especies de plantas ornamentales, tales como Podocarpus, Syzygium y 10 tipos de animales salvajes raros tales como ciervos, monos y tortugas.
Su nombre se deriva de la abundancia de árboles de mango en la isla.